# Nyírvíz-palota
A Nyírvíz-palota Nyíregyháza egyik legmeghatározóbb épülete. A Nyírvíz Szabályozó Társulat saját székházának építtette 1912 és 1914 között. Az épület eklektikus és szecessziós stílusjegyeket visel magán. Építészetileg és városképileg is meghatározó műemlék.

## Előzmények
A Nyírvíz Szabályozó Társulat eleinte az akkori Kállói úton bérelt magának székházat, azután átköltöztek az újonnan épített székházukba, a Luther utcán, a volt Községi Polgári Leányiskola szomszédságába. A város gyorsuló fejlődése miatt a Leányiskolát bővíteni kellett, ezt pedig a legkedvezőbben a társulat székházával lehetett megoldani. Ekkor a társulat háromemeletes, impozáns és minden igényt kielégítő székház építéséről határozott, a Széchenyi utca 1. alatti 463 négyszögöles saroktelken. Az új székházuk tervezésére pályázatot hirdettek ki, amire 46 darab terv érkezett. A pályázatot végül Papp Gyula és Szabolcs Ferenc nyerte el, akiknek a nevéhez fűződik még a Magyar Általános Takarékpénztár épületének terve is.

## A székház építése
1912. november 6-án tartották a tárgyalgást, amin 18 fő és 120 szavazattal rendelkező, társulati megbízott is részt vett, élükön dr. Mezőssy Béla társulati elnökkel, valamint Kálnay Zoltán társulati igazgató, Imre János társulati mérnök és a földművelésügyi miniszter megbízásából Szokolay Emil. Az ülésen kiválasztották az építőmestert is, aki majdnem egy évvel később 10 taligással és 2 földhányóval elkezdte az 1914 nyaráig tartó munkát.

## A felújítás
A szecessziós és eklektikus jegyeket magán viselő épületet az Európai Unió által támogatott, csaknem 2,5 milliárd forint értékű, úgynevezett Integrált Városfejlesztési Stratégiai program keretében újították fel külsőleg. Az uniós pályázat több mint 1,8 milliárd forintot biztosított a nyíregyházi belvárosi épületek, utcák és terek rekonstrukciós munkálatainak elvégzéséhez. A Nyírvíz-palotát majdnem félmilliárd forintból, csaknem 200 millió forintos brüsszeli támogatással tették rendbe." - szól a nyíregyházi önkormányzat sajtószolgálatának tájékoztatója. „A városközpontban, az Országzászló tér és a Széchenyi utca sarkán álló díszes épület homlokzatán és tetőszerkezetén 2011-ben befejeződtek a munkálatok, s eredeti szépségében pompázik a szürkés-zöldre festett létesítmény.”
Felújították a festett, illetve savmaratott üvegablakokat, az ajtókat, valamint megújultak a rizalitok, mozaikok, a tető, a homlokzat, és a kőburkolatok.

## A madárszobor
Az egykori székház kupoláján 1951-ig egy spiáterből készült rétisas szobra díszelgett, 30,75 méter magasan. A szobrot eltávolították, mert heves viták folytak arról, hogy a szobor vajon egy turult, vagy egy rétisast ábrázol-e. Az egyik munkás szerint a madarat a leszerelése után teherautón szállították el számára ismeretlen helyre.
A felújítás előtt vetette fel Labossa Gusztáv, a Nyíregyházi Városvédő Egyesület néhai elnöke, hogy a madárnak „vissza kell szállnia” a régi helyére, ezért meghirdettek egy pályázatot a rétisas megtervezésére. A pályázatot végül Lengyel Tibor, a nyíregyházi Bánki Donát Műszaki Középiskola és Kollégium rajztanára nyerte, így a több mint 300 kg-os, 2 méteres és 41 részből álló alumíniumból készült szobor az ő tervei alapján készült el. 2010. június 2-án a nyíregyházi tűzoltók a madarat felhelyezték a kupolatartóra.

## A Kállay-gyűjtemény
A Nyírvíz-palota második emeletén nyitott meg a Kállay-gyűjtemény, ami Kállay Miklós egykori miniszterelnök levelezéseinek, egy tízezer kötetes könyvtárnak, régi és értékes fényképeknek és dokumentumoknak, Ilosvay Ferenc (1914-1990) író kéziratainak és báró Apor Gábor (1889-1969) magyar királyi nagykövet rendjegygyűjteményeinek ad otthont. A gyűjteményt Kállay Miklós fia, dr. Kállay Kristóf (1916-2006) alapította. 1993-ban költöztették a Nyírvíz-palotába, majd 2007-ben a Jósa András Múzeumba a gyűjteményt.

## A mai Nyírvíz-palota
Az egykori székház földszintjén ma üzletek és irodák vannak. A második és a harmadik szint üresen áll.